# Чернавка (приток Золотухи)
Чернавка — небольшая речка в центры Вологды, левый приток реки Золотухи. Длина Чернавки составляет около 1,5 км. В настоящее время река заключена в трубу.
Своё начало река берёт в болоте близ Ковырина. Чернавка протекает под Вологодским оптико-механическим заводом и улицей Чехова.
По другому реку называли Грязным ручьём из-за поступавших в неё стоков.

## История
Река Чернавка является естественной южной границей холма, на котором расположен центр Вологды. В XVI веке Иван Грозный соорудил в Вологде крепость. Во время строительства крепости в Чернавке гасили известь — в честь этого было дано прежнее название улицы Чехова — Гасиловская. Воды Чернавки питали собой городской ров через русло Золотухи.
Место слияния рек Чернавки, Содемы и Копанки называется Глинками — по глине, которую в больших количествах скидывали при копании реки Золотухи. До XVIII это место называлось Рассыльничьей слободой. В этом месте находится церковь Николая Чудотворца на Глинках, до 1676 года бывшая деревянной.
Близ храма Николая Чудотворца через Чернавку был мост, принадлежащий церкви, переданный в 1703 году в казну.
При советской власти река на протяжении двух-трёх кварталов низовий была обсажена ивой. В засушливое время река пересыхала. Старожилы рассказывали, что в XIX веке она была полноводнее и в ней было можно купаться. Городская управа в разное время пыталась стабилизировать русло реки, огораживая его деревянными сваями. В XX веке в реку сбрасывались нечистоты из детских садов и жилых домов.